# Hédi Kaddour
Hédi Kaddour (født 1. juli 1945 i Tunis, Tunesien) er en fransk forfatter, oversætter, journalist, klummeskribent og professor i fransk litteratur ved New York University i Paris.
Kaddour, hvis mor var fransk og faren tunesisk, tilbragte de første 12 år af sit liv i Tunesien, før han flyttede til Frankrig. I 1987 debuterede han som forfatter med digtsamlingen Le Chardon mauve og har siden skrevet seks digtsamlinger.
Først i 2005, i en alder af 61, debuterede han som romanforfatter med bogen Waltenberg, som han vandt debutantpriserne Le Prix Goncourt du premier roman og Prix du Premier Roman for. Om bogen har Kaddour udtalt, at "I 1997 gik jeg i Paris’ gader og tog noter – det gjorde jeg altid, også til mine kronikker. Jeg ved ikke, hvad der skete, men da jeg kom hjem, havde jeg besluttet mig for at skrive en stor roman. Sådan en rigtig stor roman, en blanding af Trolddomsbjerget og De Tre Musketerer eller John le Carrés Muldvarpen og Greven af Monte Cristo." Kaddour har siden skrevet romanerne Savoir-vivre (2010) og Les Prépondérants (2015), hvoraf sidstnævnte er udkommet på dansk med titlen De toneangivende og som gav ham Det Franske Akademis store romanpris, Grand Prix du roman de l'Académie française, Prix Jean Freustié og Prix Littéraire Valery Larbaud.

## Priser og nomineringer
- 2016: Vinder af Prix Littéraire Valery Larbaud for De toneangivende.
- 2015: Vinder af Grand Prix du roman de l'Académie française, Prix Jean-Freustié for De toneangivende.
- 2015: Nomineret til Prix Goncourt for De toneangivende.
- 2005: Vinder af Prix Goncourt du premier for Waltenberg.